# 41. sydlige breddekreds
Den 41. sydlige breddekreds (eller 41 grader sydlig bredde) er en breddekreds, der ligger 41 grader syd for ækvator. Den løber gennem Atlanterhavet, det Indiske Ocean, Australasien, Stillehavet og Sydamerika.